# Ana Kansky
Ana Mayer-Kansky, slovenska kemičarka, * 20. junij 1895, Lože, Vipava, † 3. november 1962, Podgrad, Ljubljana.
Znana je kot prva oseba, ki je prejela doktorat Univerze v Ljubljani, pa tudi kot ena prvih slovenskih znanstvenic.

## Zgodnje življenje in izobrazba
Rodila se je v družini vipavskega posestnika Karla Mayerja. Anina mati je bila Dejakova, doma iz Senožeč, kjer so imeli znano pivovarno in pršutarno. Ana Mayer, klicali so jo Anka, je ljudsko šolo obiskovala v Vipavi (1902-1907), nato mestni dekliški licej v Ljubljani in leta 1914 z odliko opravila maturo na Klasični gimnaziji v Ljubljani. Bila je ena izmed deklet prve generacije, ki je smela obiskovati gimnazijo. Dekleta so se morala pred poukom zbrati v posebnem prostoru poleg zbornice, kjer so počakala profesorja, ki jih je odpeljal v razred in po uri nazaj.
Ana Mayer je nato v letih 1914–1918 na dunajski filozofski fakulteti študirala kemijo kot glavni predmet in fiziko kot stranski predmet. Pred odhodom na študij je oče Ani predlagal, naj sama zasluži denar za študij in organizira obiranje marelic iz nasadov za graščino in njihovo prodajo v Trst in Gorico. Nalogo, ki jo je Ana uspešno izpolnila, ji je oče predlagal, ker ni želel prelomiti obljube, ki jo je dal svoji mami na smrtni postelji, da Ane ne bo poslal študirat – verjela je namreč, da izobrazba dekleta izpridi. V času študija na Dunaju se je Ana seznanila z istrskim poslancem v dunajskem parlamentu, ki je omogočil njej in njeni prijateljici Klavdiji Gabrijelčič, da sta imeli prost vstop v parlament. Tako sta bili navzoči tudi pri sprejemu Majniške deklaracije.
Zaradi dogodkov, ki so že napovedovali razpad avstro-ogrske monarhije, je Dunajska univerza sprejela odlok, da morajo študentje slovanskih narodnosti zapustiti univerzo, zato je Ana leta 1918 prekinila študij na Dunaju in se vrnila v Ljubljano. Naslednje leto je nadaljevala študij na novoustanovljeni Univerzi v Ljubljani pod mentorstvom profesorja Maksa Samca. Leta 1920 je zagovarjala disertacijo O učinkovanju formalina na škrob in 15. julija 1920 postala prva doktorica znanosti ljubljanske univerze. V zborniku, ki ga je leta 1978 izdala Univerza v Padovi, je bila Ana Kansky uvrščena na 72. mesto žensk na svetu, ki so do leta 1920 prejele naziv doktorice znanosti. Rezultate njene doktorske raziskave sta s Samcem objavila v nemški reviji Kolloidchemische Beihefte. Z natančnimi poskusi je osvetlila aktualno vprašanje tistega časa: ali lahko formalin razgrajuje škrob ali ne. Dokazala je, da ga formalin ne more, mravljična kislina kot pogosta nečistoča pa.

## Kasnejše življenje in delo
Ana Kansky je postala tudi prva ženska z akademskim položajem na Univerzi v Ljubljani, sprva, že nekaj mesecev pred zagovorom doktorata, kot asistentka, nato pa raziskovalka na univerzitetnem Kemijskem inštitutu. V naslednjih letih so izšli še štirje znanstveni članki z njenim avtorstvom. Leta 1921 se je poročila s profesorjem ljubljanske Medicinske fakultete, Evgenom Kanskym, s katerim sta imela tri otroke: Alekseja, Evgena in Nušo. Leta 1922 je nato odstopila kot raziskovalka, za kar razlog ni povsem jasen – bodisi je šlo za pomanjkanje financ, bodisi je morala odstopiti zaradi poroke ali prve nosečnosti.
Tega leta sta v Podgradu pri Ljubljani z možem ustanovila prvo jugoslovansko tovarno za proizvodnjo žveplenega etra, dietil etra in drugih izdelkov. Podjetje z imenom Dr. A. Kansky je upravljala ona, medtem ko je njen mož v njem vodil svoj laboratorij. Leta 1929 sta odkupila zapuščena poslopja nekdanje Osterberger Ölfabrik bei Laibach v Podgradu in jih obnovila, kasneje pa še ruševine bližnje trdnjave, kjer sta si zgradila počitniško hišo. Obe posesti sta tudi elektrificirala. Prva v državi sta pričela z izdelovanjem zapletenih organskih spojin na bazi domačih surovin, predvsem estrov za industrijska topila.
V Ljubljani na Krekovem trgu, kjer je družina živela, sta imela v pritličnih prostorih pisarne in laboratorij, v kletnih pa trgovino s kemikalijami in laboratorijsko opremo. Med drugo svetovno vojno so leta 1941 nemški okupatorji tovarno zasegli, po vojni pa je bila podržavljena in je dalje obratovala pod imenom »Tovarna kemičnih izdelkov Arbo«. Nova oblast je Evgena Kanskyja prisilila v upokojitev, Ana Kansky pa se je do konca kariere preživljala kot učiteljica kemije. Tovarna Arbo je v najboljših časih zaposlovala 60 ljudi. V 80. letih so proizvajali sikative (sušila), s katerimi so na jugoslovanskem trgu dosegali 80-odstotni delež. Po osamosvojitvi Slovenije je bila tovarna denacionalizirana – vrnjena potomcem Kanskyjevih, leta 1995 pa je zaradi slabega vodenja, zastarelih obratov in zastarelega proizvodnega spektra prenehala obratovati.

## Zapuščina
Univerza v Ljubljani od leta 2023 podeljuje nagrade dr. Ane Mayer Kansky za odmevno doktorsko delo študentov.